# میشائل پائول
میشائل پائول (آلمانی: Michael Paul؛ زادهٔ ۱۵ آوریل ۱۹۶۱) بازیکن هندبال اهل آلمان است.
وی در مسابقات کشوری و بین‌المللی در مجموع برندهٔ ۱ مدال نقره شده‌است.